# Nils Brage Nordlander
Nils Brage Willm Nordlander, född 29 oktober 1919 i Piteå, död 30 augusti 2009 i Uppsala, var en svensk läkare. 
Nils Brage Nordlander blev efter studentexamen i Örebro 1937 medicine kandidat i Stockholm 1939 och medicine licentiat vid Uppsala universitet 1946. Han var biträdande lärare i medicin vid Uppsala universitet 1952–1956, vikarierande underläkare i Örebro och på Karolinska sjukhuset 1943–1946, assistent på patologiska institutionen i Uppsala 1946, underläkare vid medicinska kliniken på Akademiska sjukhuset 1947, blev förste underläkare 1950, var överläkare för internmedicinsk vård vid Ulleråkers sjukhus från 1957 samt intendent och överläkare vid Sätra brunn 1956–1961. 
Nordlander var ledamot av Uppsala läns landsting från 1958 och medlem av diverse kommittéer där, ordförande i Folkpartiets Uppsalaavdelning 1958, Svenska kurortsföreningen 1960, Mentalsjukhusens somatikerförening 1961, styrelseledamot i Sveriges sjuksköterskors arbetsförmedling 1961 och Tandvärnet 1958. Han var förste kurator i Södermanlands-Nerikes nation i Uppsala 1947. Han författade skrifter i patologi och invärtes medicin samt recensioner av medicinsk litteratur i Upsala Nya Tidning från 1960. Ett antal samlades postumt i bokform, utgiven 2018. Tillsammans med sin maka Brita Nordlander var han också aktiv i upprättandet av Medicinhistoriska museet i Uppsala.
Nils Brage tillhörde släkten Nordlander från Bjärtrå. Han var son till bankrevisor Johan August Nordlander och Lisa Johansson. Han var gift med Brita Nordlander.
Nordlander är begravd på Uppsala gamla kyrkogård.

## Utmärkelser
- Hans Majestät Konungens medalj i 8:e storleken i serafimerordens band (1990)[3]
- Hedersledamot av Södermanlands-Nerikes nation